# Tony Asumaa
Tony Asumaa (Mariehamn, 1968. szeptember 15. –) finn labdarúgó, nemzetközi labdarúgó-játékvezető.

## Pályafutása

### Labdarúgóként
1988-tól 1993-ig kapus poszton játszott a Premier League Finish Kakkonen csapatában.

### Labdarúgó-játékvezetőként

#### Nemzeti játékvezetés
A játékvezetésből 1985-ben vizsgázott, 1999-ben lett az I. Liga játékvezetője. Az aktív nemzeti játékvezetéstől 2012-ben vonult vissza. Első ligás mérkőzéseinek száma: 193.

##### Nemzeti kupamérkőzések
Vezetett Kupa-döntők száma: 1.

###### Ligakupa
| Időpont           | Helyszín                  | Mérkőzés típusa | Mérkőzés                    | Eredmény |
| ----------------- | ------------------------- | --------------- | --------------------------- | -------- |
| 2009. április 17. | Ratinan Stadion, Helsinki | döntő           | Tampere United–Helsingin JK | 2 – 0    |

#### Nemzetközi játékvezetés
A Finn labdarúgó-szövetség Játékvezető Bizottsága (JB) terjesztette fel nemzetközi játékvezetőnek, a Nemzetközi Labdarúgó-szövetség (FIFA) 2003-tól tartotta nyilván bírói keretében. Több nemzetek közötti válogatott és klubmérkőzést vezetett. FIFA JB besorolás szerint első kategóriás bíró. A finn nemzetközi játékvezetők rangsorában, a világbajnokság-Európa-bajnokság sorrendjében a 4. helyet foglalja el 7 találkozó szolgálatával. Az aktív nemzetközi játékvezetéstől 2012-ben búcsúzott. Nemzetközi mérkőzéseinek száma: 69, ebből válogatott mérkőzéseinek száma: 12.

#### Világbajnokság
A világbajnoki döntőhöz vezető úton Németországba a XVIII., a 2006-os labdarúgó-világbajnokságra,  Dél-Afrikába a XIX., a 2010-es labdarúgó-világbajnokságra valamint Brazíliába a XX., a 2014-es labdarúgó-világbajnokságra a FIFA JB bíróként alkalmazta.

##### 2006-os labdarúgó-világbajnokság

###### Selejtező mérkőzés
| Időpont            | Helyszín                  | Mérkőzés típusa           | Mérkőzés           | Eredmény | Nézők száma |
| ------------------ | ------------------------- | ------------------------- | ------------------ | -------- | ----------- |
| 2004. november 17. | Nemzeti Stadion, Ta’ Qali | előselejtező (8. csoport) | Málta–Magyarország | 2 – 2    | 2000        |

##### 2010-es labdarúgó-világbajnokság

###### Selejtező mérkőzés
| Időpont              | Helyszín                          | Mérkőzés típusa           | Mérkőzés                   | Eredmény | Nézők száma |
| -------------------- | --------------------------------- | ------------------------- | -------------------------- | -------- | ----------- |
| 2008. szeptember 10. | Carlos Belmonte Stadion, Albacete | előselejtező (5. csoport) | Spanyolország–Örményország | 4 – 4    | 16 996      |
| 2009. szeptember 5.  | Vaszilij Levszki Stadion, Szófia  | előselejtező (8. csoport) | Bulgária–Montenegró        | 4 – 1    | 7543        |

##### 2014-es labdarúgó-világbajnokság

###### Selejtező mérkőzés
| Időpont           | Helyszín                            | Mérkőzés típusa           | Mérkőzés       | Eredmény | Nézők száma |
| ----------------- | ----------------------------------- | ------------------------- | -------------- | -------- | ----------- |
| 2012. október 12. | Qemal Stafa Nemzeti Stadion, Tirana | előselejtező (E. csoport) | Albánia–Izland | 1 – 2    | 8200        |

#### Európa-bajnokság
Az európai labdarúgó torna döntőjéhez vezető úton Ausztriába és Svájcba a XIII., a 2008-as labdarúgó-Európa-bajnokságra és Ukrajnába és Lengyelországba a XIV., a 2012-es labdarúgó-Európa-bajnokságra az UEFA JB játékvezetőként foglalkoztatta.

##### 2008-as labdarúgó-Európa-bajnokság

###### Selejtező mérkőzés
| Időpont             | Helyszín               | Mérkőzés típusa           | Mérkőzés                 | Eredmény | Nézők száma |
| ------------------- | ---------------------- | ------------------------- | ------------------------ | -------- | ----------- |
| 2006. szeptember 2. | Dinamo Stadion, Minszk | előselejtező (G. csoport) | Fehéroroszország–Albánia | 2 – 2    | 30 000      |
| 2007. november 17.  | Sparta Stadion, Prága  | előselejtező (D. csoport) | Csehország–Szlovákia     | 3 – 1    | 15 700      |

##### 2012-es labdarúgó-Európa-bajnokság

###### Selejtező mérkőzés
| Időpont             | Helyszín                  | Mérkőzés típusa           | Mérkőzés         | Eredmény | Nézők száma |
| ------------------- | ------------------------- | ------------------------- | ---------------- | -------- | ----------- |
| 2010. szeptember 7. | Nemzeti Stadion, Ta’ Qali | előselejtező (F. csoport) | Málta–Lettország | 0 – 2    | 6255        |

##### Nemzetközi kupamérkőzések

###### UEFA-kupa
| Időpont             | Helyszín                        | Mérkőzés típusa                      | Mérkőzés                        | Eredmény |
| ------------------- | ------------------------------- | ------------------------------------ | ------------------------------- | -------- |
| 2004. augusztus 26. | Bozsik József Stadion, Budapest | előselejtező (2. kör-, 1. mérkőzést) | Budapest Honvéd FC–Amica Wronki | 1 – 0    |

## Sportvezetőként
Az Åland Åland Fotbollförbundin Labdarúgó-szövetség elnöke.

## Szakmai sikerek
Négyszer választották az Év Játékvezetőjének (2007, 2008, 2010, 2011).